# Tibetaanse roodstaart
De Tibetaanse roodstaart (Phoenicurus alaschanicus) is een zangvogel uit de familie Muscicapidae.

## Verspreiding en leefgebied
Deze soort komt voor in het noordelijke deel van Centraal-China.